# Andrew Scott Waugh

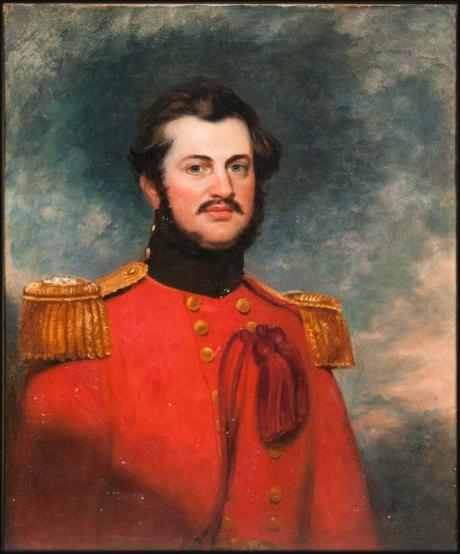
Gemälde von George Duncan Beechey aus dem Jahr 1852

Sir Andrew Scott Waugh (* 3. Februar 1810 in Indien; † 21. Februar 1878 in London) war ein britischer Geodät und Offizier, der heute vor allem als der Mann bekannt ist, der den höchsten Berg der Welt nach Sir George Everest benannte, seinem Vorgänger im Amt des Surveyor-General of India und des Leiters der Großen Trigonometrischen Vermessung.

## Leben und Wirken
Andrew Scott Waugh wurde 1810 als ältester Sohn von General Gilbert Waugh geboren, der für die East India Company in Madras tätig war. Nach der Ausbildung an einer Schule in Edinburgh und am East India Company Military Seminary in Addiscombe sowie an der britischen Pionierschule, der Royal School of Military Engineering in Chatham (Kent), wurde er 1829 nach Indien entsandt. Dort wurde er 1832 zur Großen Trigonometrischen Vermessung zum Dienst unmittelbar unter deren Leiter George Everest abgeordnet. Andrew Waugh war dann in zahlreichen Kampagnen für die Große Trigonometrische Vermessung und die zusammen mit ihr durchgeführte indische Meridiangradmessung (The Great Arc) tätig.
Als sich Everest 1843 in den Ruhezustand zurückzog, wurde Andrew Waugh auf Everests Vorschlag zu dessen Nachfolger als Leiter der Großen Trigonometrischen Vermessung und gleichzeitig als Surveyor General of India ernannt. Andrew Waugh setzte die Arbeiten an dem von Everest etablierten eisernen Raster (gridiron) fort, bei dem geodätische Triangulationen nicht flächendeckend, sondern nur entlang der Längen- und Breitengrade ausgeführt wurden und die Zwischenräume durch einfachere topographische Vermessungen anderer Abteilungen des Survey of India ausgefüllt wurden, die zum großen Teil mit Hilfe von Messtischen erstellt werden konnten.
Die längste der zahlreichen, überwiegend im nordöstlichen Indien ausgeführten Triangulationsserien war die von Dehradun nach Osten entlang des Himalaya bis in die Region südlich von Darjeeling. Da die nepalesische Regierung keinen Zugang zu ihrem Territorium gewährte, mussten die Arbeiten zwischen 1845 und 1850 mit großen Verlusten durch die malariaverseuchten Dschungel- und Sumpfgebiete am Fuße des Himalaya geführt werden. Bei dieser Triangulationsserie wurde über Entfernungen von bis zu 200 km der als Peak XV bezeichnete Gipfel vermessen und seine Höhe mit 29.002 Fuß (8.840 m) angegeben. Nach zahlreichen Kontrollen dieses 1852 ermittelten Ergebnisses veröffentlichte Andrew Waugh es 1856 in einem Schreiben an die Royal Geographical Society, in dem er den Peak XV mangels zuverlässiger Kenntnis eines örtlichen Namens zu Ehren seines Vorgängers als Mount Everest benannte. Dieses Schreiben wurde in der Sitzung der Royal Geographical Society vom 11. Mai 1857 in Anwesenheit von George Everest zustimmend zur Kenntnis genommen.
Nach der Durchführung weiterer, noch von George Everest geplanter Serien im Nordosten Indiens wandte er sich 1856 dem Westen zu, wo unter seiner Leitung das Gebiet zwischen Karatschi und dem Himalaya ebenfalls nach der Rastermethode vermessen wurde. Diese Serien wurden – nach einer Unterbrechung durch den Aufstand von 1857 – im Jahre 1860 fertiggestellt.
Er nahm am 12. März 1861 seinen Abschied und zog nach London, wo er am öffentlichen Leben der City of London teilnahm und in der Royal Geographical Society tätig wurde, deren Vice-President er von 1867 bis 1870 war.

## Ehrungen
Andrew Scott Waugh erhielt die Goldmedaille der Royal Geographical Society im Anschluss an die Sitzung über den Mount Everest, im folgenden Jahr wurde er auch zu ihrem Mitglied (Fellow) gewählt. Im Dezember 1860 wurde er für seine Verdienste als Knight Bachelor geadelt und 1861 ehrenhalber zum Major general (Generalmajor) befördert. Er war außerdem Mitglied des Athenaeum Club.